# Britney Jean
Britney Jean è l'ottavo album in studio della cantante statunitense Britney Spears, pubblicato il 29 novembre 2013 per l'etichetta discografica RCA. 
L'album ha venduto intorno alle 1 400 000 copie. È stato preceduto dalla pubblicazione dei due singoli Work Bitch e Perfume, usciti rispettivamente il 17 settembre e il 4 novembre 2013.
Spears ha più volte dichiarato che si tratta del suo album più personale, avendone assunto il controllo totale per quello che riguarda la produzione e la composizione di tutti i testi, nonché per la direzione musicale che intendeva dare al disco.
Per la prima volta nella sua carriera, la cantante ha collaborato con William Orbit (produttore dell'album Ray of Light di Madonna) nel brano Alien.
L'album non ottiene grande riscontro né a livello di critica né di vendite, esordendo alla quarta posizione della classifica stilata da Billboard, peggior debutto dell'artista.

## Singoli
Work Bitch è stato utilizzato come singolo di lancio il 17 settembre 2013. 
A poche ore dalla pubblicazione, Work Bitch ha raggiunto la prima posizione della classifica iTunes in oltre 75 paesi nel mondo, tra cui l'Italia, e la seconda posizione negli USA, dietro solo a Wrecking Ball di Miley Cyrus e la dodicesima posizione nella classifica americana Billboard Hot 100. Il singolo ha venduto oltre 840 000 copie negli USA, 48 000 copie in Corea del sud, 37 000 copie in Francia, 56 000 copie in Inghilterra, 7 500 copie in Spagna e 15 000 copie in Italia. Complessivamente Work Bitch ha venduto nel mondo circa 1 600 000 copie.
 Perfume , il secondo singolo pubblicato il 4 novembre 2013, ha debuttato alla numero settantasei della stessa classifica. È stato scritto dalla stessa cantante, Sia e Chris Braide e prodotto da quest'ultimo insieme a will.i.am e Keith Harris. Si tratta della prima ballata di Britney Spears ad essere estratta come singolo dopo molti anni di singoli più dance ed elettronici. Britney la definisce "incredibilmente speciale per me perché mi colpisce nel profondo, ma penso racconti una storia in cui tutti possono riflettersi. Tutti sono passati per un momento difficile di una relazione che li ha lasciati vulnerabile e penso che questa canzone catturi quell'attimo". 
Braide era il responsabile della produzione vocale, e in un'intervista rivelò: "Mi risultò ovvio il perché [Britney Spears] sia ancora una delle migliori popstar della storia. Britney è inconfondibile, e iconica in modo del tutto naturale."

## Promozione
La Spears non ha fatto promozione all'album perché ritiene che abbia già dimostrato in passato e a questo punto della carriera non devo dimostrare più nulla. Molte sono state le reazioni tra fan e stampa, chi a favore di tale scelta chi contrario proprio perché non avrebbe venduto con l'album. L'unica promozione sono le performance di  Alien, Work Bitch e Perfume durante gli show a Las Vegas Britney: Piece of Me.

## Controversie
In concomitanza con l'uscita dell'album, si è sviluppata una controversia tra i fan dell'artista. Numerosi sostenitori, infatti, hanno sollevato dubbi sull'effettiva partecipazione vocale di Britney Spears in alcune tracce, ipotizzando che a eseguirle sia stata, almeno in parte, la cantante Myah Marie, già nota per aver collaborato come corista in precedenti lavori di Spears, quali Circus e Femme Fatale. Secondo questa teoria, la limitata disponibilità di tempo da parte di Britney Spears, impegnata nella preparazione della sua residency Britney: Piece of Me a Las Vegas, avrebbe reso necessario l'intervento di una voce sostitutiva. La questione ha suscitato un ampio dibattito, anche in virtù del fatto che la cantante ha più volte definito il disco in questione come "il suo album più personale".

## Tracce
Edizione standard
1. Alien – 3:56 (Britney Spears, William Orbit, Dan Traynor, Ana Diaz, Anthony Preston)
2. Work Bitch – 4:08 (Britney Spears, William Adams, Otto Jettman, Sebastian Ingrosso, Anthony Preston, Ruth-Anne Cunningham)
3. Perfume – 4:00 (Britney Spears, Sia Furler, Christopher Braide)
4. It Should Be Easy (feat. will.i.am) – 3:27 (Britney Spears, William Adams, David Guetta, Giorgio Tuinfort, Nick Rotteveel, Marcus van Wattum)
5. Tik Tik Boom (feat. T.I.) – 2:57 (Britney Spears, Anthony Preston, Onique "Sparrow" Williams, Clifford Joseph Harris, Jr. Andre Lindal, Damien LeRoy, Joakim Haukaas)
6. Body Ache – 3:26 (Britney Spears, David Guetta, Giorgio Tuinfort, Anthony Preston, Luciana Caporaso, Nick Clow, Myah Marie Langston, Richard Gonzalez, Jose Luna)
7. Til It's Gone – 3:43 (Britney Spears, David Guetta, Giorgio Tuinfort, Anthony Preston, William Adams, Jenson Vaughan, Rosette Sharma)
8. Passenger – 3:41 (Britney Spears, Sia Furler, Thomas Pentz, Andrew Swanson, Katy Perry)
9. Chillin' with You (feat. Jamie Lynn) – 3:39 (Britney Spears, William Adams, Anthony Preston, Joshua Lopez)
10. Don't Cry – 3:15 (Britney Spears, William Adams, Anthony Preston, Joshua Lopez, Richard Gonzalez)

Edizione deluxe
1. Brightest Morning Star – 3:00 (Britney Spears, Lukasz Gottwald, Sia Furler, Henry Walter)
2. Hold on Tight – 3:28 (Britney Spears, Allan P. Grigg)
3. Now That I Found You – 4:17 (Britney Spears, Danny O'Donoghue, David Guetta, Giorgio Tuinfort, Frederic Riesterer)
4. Perfume (The Dreaming Mix) – 4:02 (Britney Spears, Sia Furler, Christopher Braide)

Edizione giapponese e cinese
1. Work Bitch (The Jane Doze Remix) – 2:59 (Britney Spears, William Adams, Otto Jettman, Sebastian Ingrosso, Anthony Preston, Ruth-Anne Cunningham)
2. Work Bitch (7th Heaven Club Mix) – 4:27 (Britney Spears, William Adams, Otto Jettman, Sebastian Ingrosso, Anthony Preston, Ruth-Anne Cunningham)

## Successo commerciale
L'album è il peggior debutto di sempre negli Stati Uniti per Britney Spears debuttando alla numero 4. 
Nel mondo non riesce a riscuotere molto successo, per via anche della inesistente promozione da parte della cantante, riuscendo a debuttare in top 10 in pochi paesi.

## Classifiche
| Classifica (2013) | Posizione massima |
| ----------------- | ----------------- |
| Argentina         | 7                 |
| Australia         | 12                |
| Austria           | 13                |
| Belgio (Fiandre)  | 32                |
| Belgio (Vallonia) | 26                |
| Canada            | 7                 |
| Danimarca         | 27                |
| Finlandia         | 24                |
| Francia           | 22                |
| Germania          | 20                |
| Giappone          | 17                |
| Italia            | 14                |
| Irlanda           | 15                |
| Messico           | 4                 |
| Norvegia          | 16                |
| Nuova Zelanda     | 22                |
| Paesi Bassi       | 36                |
| Regno Unito       | 34                |
| Repubblica Ceca   | 36                |
| Spagna            | 12                |
| Stati Uniti       | 4                 |
| Svezia            | 28                |
| Svizzera          | 9                 |

## Date di pubblicazione
| Paese                 | Data di pubblicazione | Versione         | Formato/i             | Etichetta | Note          |
| --------------------- | --------------------- | ---------------- | --------------------- | --------- | ------------- |
| Australia             | 29 novembre 2013      | Deluxe           | CD, download digitale | Sony      | [ 32 ]        |
| Germania              | 29 novembre 2013      | Standard, deluxe | CD, download digitale | Sony      | [ 33 ] [ 34 ] |
| Francia               | 2 dicembre 2013       | Standard, deluxe | CD, download digitale | Sony      | [ 35 ] [ 36 ] |
| Regno Unito           | 2 dicembre 2013       | Deluxe           | CD, download digitale | RCA       | [ 37 ]        |
| Canada                | 3 dicembre 2013       | Standard, deluxe | CD, download digitale | Sony      | [ 38 ] [ 39 ] |
| Stati Uniti d'America | 3 dicembre 2013       | Standard, deluxe | CD, download digitale | RCA       |               |
| Giappone              | 4 dicembre 2013       | Standard         | CD, download digitale | Sony      |               |